# Korzeniewo
Korzeniewo (kaszb. Kùrcëbrôk, niem. Kurzebrack) – wieś w Polsce położona w województwie pomorskim, w powiecie kwidzyńskim, w gminie Kwidzyn nad Wisłą przy drodze krajowej nr 90.
W latach 1945–1954 i 1973–1976 miejscowość była siedzibą gminy Korzeniewo, a w 1972 roku gromady Korzeniewo. W latach 1975–1998 miejscowość administracyjnie należała do województwa elbląskiego.

## Z kart historii
Korzeniewo spełniało ważną rolę dla transportu towarów Wisłą. W XIV wieku w Kwidzynie działała korporacja żeglarzy wiślanych. Planowano również budowę kanału łączącego Kwidzyn z Wisłą w Korzeniewie. Przez Wisłę budowano też mosty pontonowe służące przeprawie wojsk. Był tu m.in. Jan III Sobieski, starosta gniewski w latach 1667-1696. W połowie XVIII wieku powstał tu port rzeczny, w roku 1754 uruchomiono stałą przeprawę promową. 
Korzeniewo znajduje się od 1772 w zaborze pruskim; wyznaczono tu wówczas punkt poboru ceł za towary przewożone między terenami w głębi Polski a Gdańskiem. W 1828 roku wybudowano utwardzoną szosę Korzeniewo - Kwidzyn, zaś w latach 1840-42 całkowicie nowy port, ulokowany na północ od szosy i przeprawy przez Wisłę. W porcie cumowano części mostu pontonowego. 

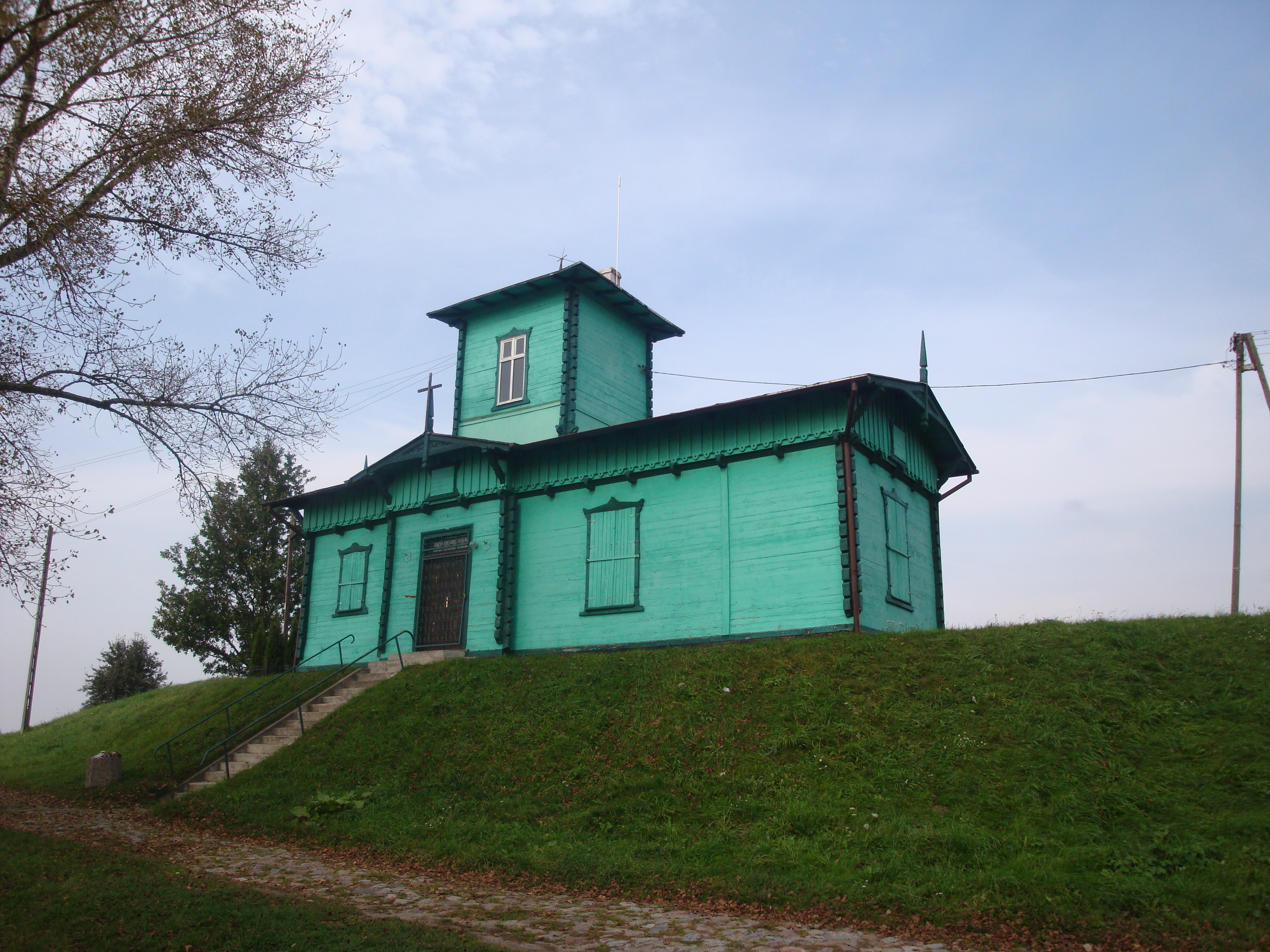
Budynek dawnego wodowskazu nad Wisłą

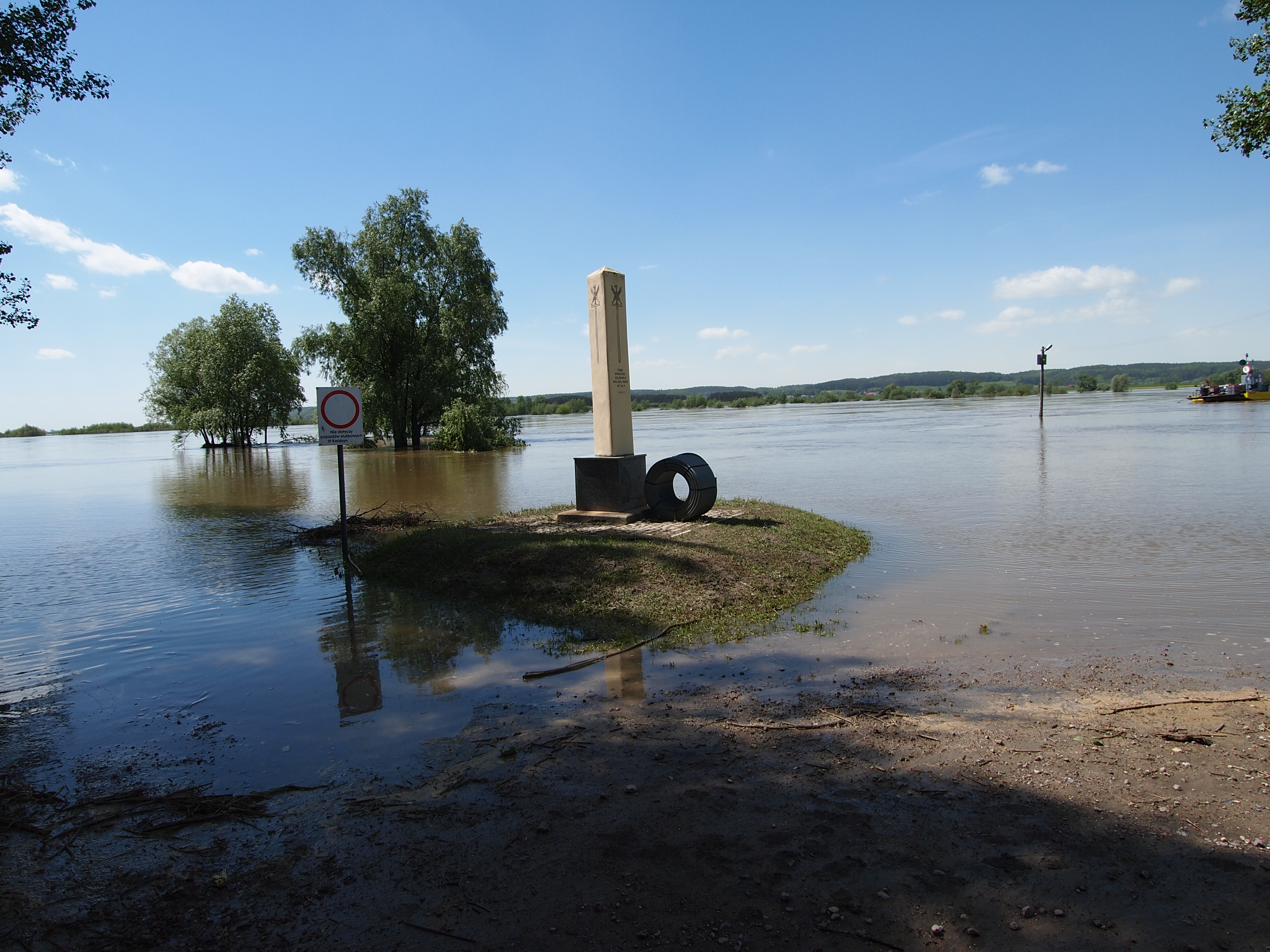
Wisła w Korzeniewie po wylaniu, 29 maja 2010. W środku obelisk wskazujący poziom wody w czasie największych powodzi

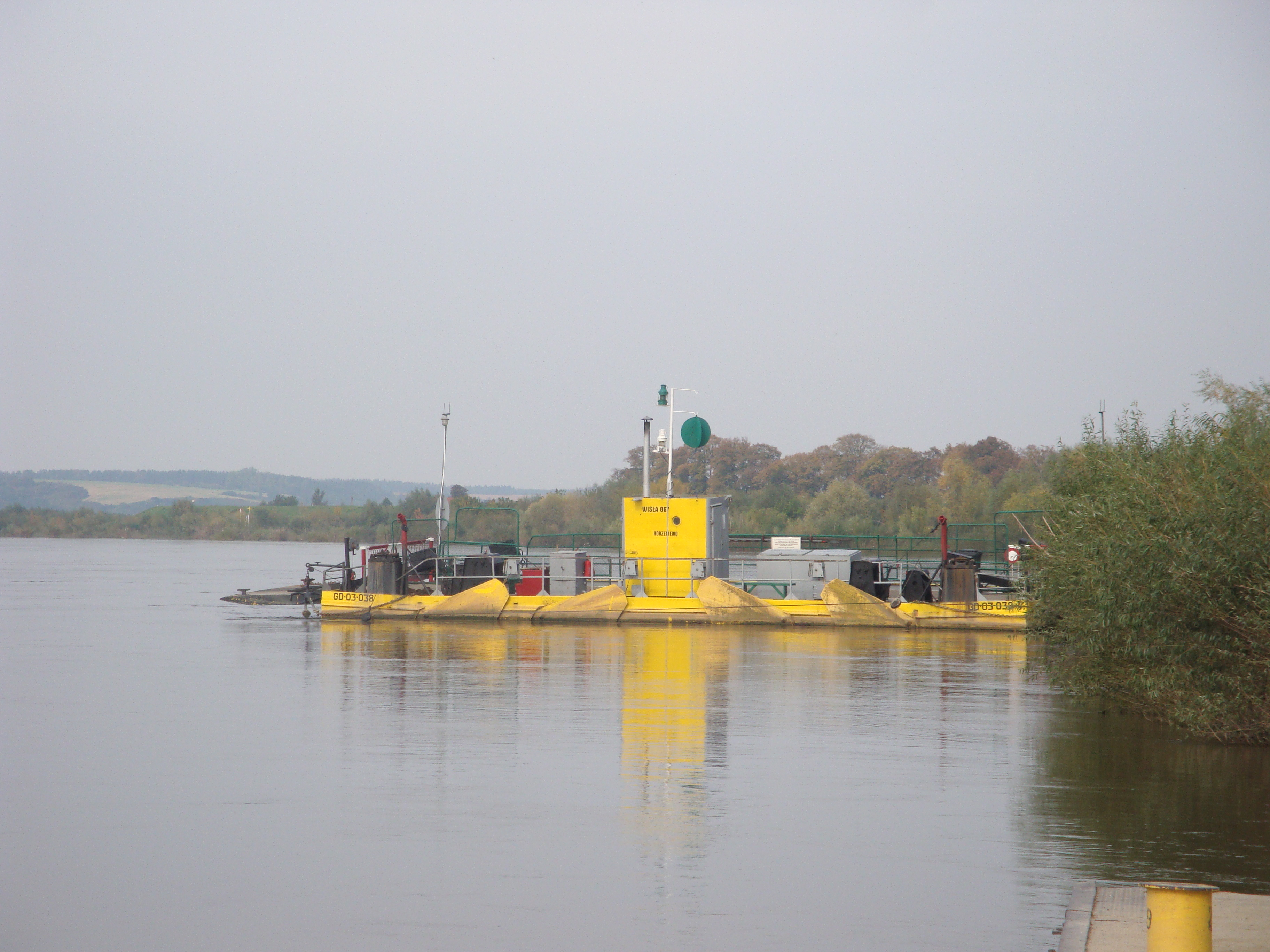
Prom na Wiśle w Korzeniewie

Na początku XX wieku powstała linia kolei wąskotorowej łączącej port z Kwidzynem i Gniewem (obecnie są tylko ślady istnienia infrastruktury), a w latach 1905-1909 most przez Wisłę. 
W 1920, w wyniku przegranego przez Polskę plebiscytu wieś pozostaje w granicach Niemiec; do 1 września 1939 roku granica między Polską a Niemcami przebiegała wschodnim brzegiem Wisły. Most znalazł się w granicach Polski i został w latach 1927-29 rozebrany ze względu na brak ruchu. (Most wykorzystano do budowy mostu w Toruniu, a dwa przęsła do budowy mostu w Koninie). Port rzeczny został w ramach regulacji poplebiscytowych na Powiślu udostępniony ruchowi tranzytowemu i oddany pod kontrolę państwa polskiego, Państwowego Zarządu Dróg Wodnych w Tczewie. Z ruchem tranzytowym w Korzeniewie powiązane są liczne konflikty i prowokacje nadgraniczne okresu międzywojennego. W okresie przedwrześniowym wieś stanowiła jedną z niemieckich baz logistycznych w przygotowywanym uderzeniu na Polskę. 
W okresie międzywojennym ulokowana była tu placówka Straży Celnej „Korzeniewo”.
Od marca 1945 wieś znajduje się ponownie w Polsce.

## Komunikacja i transport
W Korzeniewie funkcjonowała przeprawa promowa przez Wisłę w ciągu drogi krajowej nr 90, która była do lipca 2013 jedyną przeprawą promową na drodze krajowej w Polsce. Przeprawa promowa kursowała tylko w okresie od wiosny (koniec kwietnia) do jesieni. 
W latach 2010–2013, w ciągu drogi krajowej nr 90, w miejscu dotychczasowej przeprawy promowej, wybudowano most przez Wisłę koło Kwidzyna.